# Stenbjerg Sogn (Sydslesvig)
Stenbjerg Sogn (på tysk Kirchspiel Steinberg) er et sogn i det nordøstlige Angel i Sydslesvig. Sognet lå dels i Ny Herred (Flensborg Amt) og dels i Munkbrarup Herred, nu kommunerne Stenbjerg og Stenbjergkirke i Slesvig-Flensborg Kreds i delstaten Slesvig-Holsten. 
I Stenbjerg Sogn findes flg. stednavne:
- Åbro, Aabro (Aubrück)
- Bjerregade, Bredegade eller Bjergegade[1] (Bredegatt)
- Ellemose
- Gingtoft (Gintoft)
- Gingtoftholm
- Gingtoftskov (også Præsteskov)
- Nørregårdskov (Norgaardholz)
- Røjkær (Roikier)
- Stenbjerg (Steinberg)
- Stenbjerghav (Steinberghaff, et lille fiskerleje med Kroen Ugleborg)
- Stenbjergkirke (tidligere Ved Stenbjergkirke eller Bredegade)
- Stenbjergskov (Steinbergholz)
- Styrholt
- Volsrød (Wolsröi)
- Østergaard
- Østergaard Mark
- Østergaardskov